# 吉田駿
吉田 駿（よしだ すぐる、1939年 - ） は、日本の機械工学者。九州大学名誉教授。元日本伝熱学会副会長。

## 人物・経歴
大阪出身。
- 1962年、九州大学工学部機械工学科卒業。
- 1967年、九州大学大学院工学研究科博士課程単位修得退学、九州大学工学部講師。
- 1968年、九州大学工学部助教授。
- 1973年、工学博士。
- 1979年、九州大学工学部教授[1]。
- 1999年、日本伝熱学会副会長[2]。
- 2000年、日本機械学会動力エネルギーシステム部門長[3]。九州大学名誉教授、日本機械学会名誉員、日本伝熱学会名誉会員[1]。
- 2009年、日本機械学会熱工学部門功績賞 (永年功績賞）受賞[4]。
- 2020年、瑞宝中綬章受章[5][6]

## 著書
- 『伝熱学の基礎』理工学社 1999年
- 『伝熱学の基礎 第2版』オーム社 2019年